# Операция «Ханьшуй»
Операция «Ханьшуй» (яп. 漢水作戦) — японская военная операция, проводившаяся во время японо-китайской войны (1937—1945) в районе реки Ханьшуй в центральном Хубэе с 25 ноября по 2 декабря 1940 года. Секретное название операции — Операция №2.
После битвы при Цзаоян-Ичане летом 1940 года японцы заняли Ичан и Шаши. В координации с партизанскими силами на юго-востоке китайцы неоднократно наносили удары по открытым флангам японских войск вокруг Ичана. Чтобы избавиться от этой угрозы, в конце ноября японцы решили начать наступление на китайские войска, расположенные севернее. Они перебросили дополнительные войска, в том числе танки и артиллерию, в район к западу и востоку от реки Ханьшуй. 23 ноября подготовка японской 11-й армии была завершена, и ее части были развернуты по фронту в 270 км на своих позициях для наступления пятью колоннами. 
Генерал Ли Цзунжэнь, китайский командующий 5-м военным районом, узнав о наращивании японских сил, приказал западной группе армий (30-й и 77-й корпуса), восточной группе армий (44-й и 67-й корпуса) и центральной группе армий (41-й и 45-й корпуса) сдерживать наступление японцев и, когда представится возможность, наносить контратаки на флангах их наступающих колонн.
Утром 25 ноября японцы начали наступление пятью колоннами. Крайняя западная колонна генерал-лейтенанта Така Каяшимы (18-я отдельная смешанная бригада и части 4-й дивизии) двинулась из Данъяна. Западная колонна генерал-лейтенанта Кейсаку Мураками (39-я дивизия) выступила из Цзинмэня. Восточная левая колонна генерал-лейтенанта Морито Хирабаяси (части 17-й дивизии и отряд Курахаси (отдельный 60-й пехотный полк из 15-й дивизии) выдвинулась восточнее реки Ханьшуй из Чжунсяна. Колонна генерал-лейтенанта Кэндзо Китано (части 4-й дивизии и бронетанковых войск Кусусе (7-й и 13-й танковые полки) вышла к северу от Цзиншаня. Крайняя восточная колонна генерал-лейтенанта Фусатаро Тешимы (3-я дивизия) стала наступать из Суйсяня на север, на Лишань.
Китайские войска стали отходить на север, в горные районы, ведя непрерывные бои и сдерживая наступление японцев. Когда представилась возможность, стали наносить контратаки по флангам наступающих колонн. 27 ноября китайские 44-й и 67-го корпуса контратаковали колонну Хирабаяси и нанесли ей тяжелые потери. В сумерках 27-го 30-й корпус контратаковал колонну Китано одной дивизией с фронта и двумя — с тыла, заставив её отступить. 41-го корпус контратаковал колонну Тешимы.
Японцы перебросили подкрепления из Суйсяня и Иншаня для обходного маневра против китайцев, стремясь восстановить ситуацию, но попали в засаду и под прикрытием самолетов и бронетехники отступили. Китайские группы армий перешли в контрнаступление и к 30 ноября восстановили свои позиции. 
Причиной неуспеха японской операции стало огромное численное превосходство китайских сил. Кроме того в условиях горной местности японцы не смогли эффективно применить свою боевую технику. 